# راضي بن عبد السلام
راضي بن عبد السلام عداء ألعاب قوى مغربي، ولد في 28 فبراير 1929 بمدينة تاونات، وتوفي بمدينة فاس عن سن يناهز 71 سنة يوم 4 أكتوبر 2000.
أحرز بن عبد السلام أول ميدالية أولمبية للمغرب والعرب في ألعاب القوى بتتويجه بفضية الماراثون بالألعاب الأولمبية الصيفية 1960.

## سيرة ذاتية
ولد بن عبد السلام راضي بمدينة فاس، ساعد والده في الفلاحة إلى أن تطوع في الجيش الفرنسي سنة 1950، واكتشفوا أنه يستطيع العدو لمسافات طويلة من دون تعب، ليقرر رؤسائه إشراكه في بطولات الجري العسكرية.
عاد بن عبد السلام راضي إلى وطنه سنة 1960، بعد رفضه كل الإغراءات التي قدمت له من أجل خوض السباقات تحت رايات أجنبية فرنسية وبلجيكية.
فاز بالميدالية الذهبية في البطولة الدولية للعدو الريفي بغلاسكو 1960، والتي استبدلت سنة 1973 بـ بطولة العالم للعدو الريفي، ليشارك في الألعاب الأولمبية الصيفية بروما سنة 1960 وحصل على فضية الماراثون.

## روابط خارجية
- راضي بن عبد السلام على موقع اللجنة الأولمبية الدولية (الإنجليزية)
- راضي بن عبد السلام على موقع أوليمبيديا (الإنجليزية)